# Natura morta del sabatot
La Natura morta del sabatot, (Natura morta della scarpa) è un quadro a olio realizzato dal pittore catalano Joan Miró tra il 24 gennaio e il 29 maggio 1937.
Attualmente si trova al Museum of Modern Art di New York.

## Storia
Allo scoppio della guerra civile spagnola Miró si trovava nella sua casa a Mont-Roig del Camp pertanto decise di partire per la Francia.
Il 16 dicembre 1936 arrivò a Parigi con la moglie Pilar e la loro piccola figlia Maria Dolores. 
La famiglia andò a vivere in un piccolo appartamento tra molte difficoltà economiche per l'assenza di un lavoro. 
Per continuare ad esercitarsi con il disegno, Miro, come aveva già fatto nel 1920 durante il suo primo viaggio a Parigi, prese parte alle lezioni dell'Accademia della Grande Chaumière.
Nonostante le difficoltà il pittore iniziò a lavorare nel seminterrato della Galleria Pierre e nei mesi tra il gennaio e il maggio 1937, produsse in uno dei dipinti più strani e più importanti della sua attività d'artista, la Natura morta del sabatot un dipinto a olio in cui esprimeva la sua angoscia per la situazione in Spagna. 
L'opera di Mirò descrive fino a che punto egli sentisse e patisse la prova che stava attraversando il suo Paese. Il dipinto mostra con grande dettaglio l'avanzata del male, l'invasione di mostri angoscianti, la regressione metamorfica delle figure.

## Descrizione e stile
Il quadro presenta gli elementi più banali per formare una natura morta: su di un tavolo ci sono una bottiglia, una forchetta che infilza una mela, un pezzo di pane e una scarpa. 
Questi elementi, volutamente modesti e simbolici, sono mostrati in
una visione apocalittica, in un paesaggio alterato, sconvolto, bruciato, come trasposizione nella pittura di un mondo impazzito o di una Spagna martirizzata.
Colpisce l'uso del colore, che è lontano dalla rappresentazione realistica. Il fuoco rappresentato nel dipinto distrugge i colori e riorganizza gli oggetti. Una luce violenta sembra venire dal davanti della tela, ma il suo modo di illuminare è vago e piuttosto mobile e inquieto, come le fiamme di un incendio. 
Questo permette al fuoco di spostarsi sulla tela, proiettando la sua luce e le sue ombre sul tavolo, diffondendo il suo fuoco agli oggetti della natura morta. 
In questa opera, Miró riesce a ottenere una relazione tra la scarpa e gli altri oggetti collocati sul tavolo, la bottiglia, la mela infilzata con una forchetta e il pane morsicato. 
Nel trattamento del colore raggiunge il massimo effetto drammatico in quanto essi sono aggressivi e violenti nei toni acidi. Il dipinto in questa tela non è piatto come nelle sue opere precedenti, ma le sue forme prendono rilievo dando una dimensione spaziale agli oggetti.
Daniel Giralt-Miracle, parlando dell'opera, dice: "Sono sempre stato molto impressionato da questa opera oscura, potente e tragica. Miró esprime tutto il dramma della guerra civile del 1936-1939. Picasso riporta il dramma della guerra come un grido di dolore nella sua Guernica, mentre Miró lo ha fatto a suo modo, introspettivamente, alludendo al disastro, alla povertà, alla fame in questa opera irripetibile".
Questo dipinto è chiaramente legato al contesto storico, la guerra civile.
Miró non rappresenta gli orrori della guerra, ma ne esprime la tragedia anche mostrando oggetti di uso quotidiano che acquistano proporzioni insolite, colori irreali e in cui la loro presenza diventa minacciosa e ossessiva come nelle immagini degli incubi.
Il fuoco non distrugge completamente i poveri oggetti quotidiani ma li sfigura dando allo stesso tempo un senso di universalità al dramma che sottintendono.
Secondo Miró, questa rappresentazione doveva far pensare al quadro Le scarpe del contadino di Van Gogh, un artista molto ammirato da Miró.